# Greatest Remixes
Greatest Remixes es un álbum de grandes éxitos con un remix a las canciones originales por Good Charlotte. La compilacción fue lanzada el 25 de noviembre de 2008. Josh Madden, el hermano mayor de Benji y Joel Madden, y Good Charlotte son los productores ejecutivos para el álbum. El listado de canciones incluye canciones desde los cuatro álbumes de estudio de Good Charlotte y tres canciones sin lanzar, "Anxiety", "Fight Song", y "War". El 26 de octubre de 2008, Good Charlotte posteó una mezcla de muestras de canciones del álbum en su página de MySpace. Es el primer álbum de Good Charlotte en tener una etiqueta de Parental Advisory con Joel y Benji Madden haciendo las letras explícitas. Sin embargo, hay una versión sin esto. El trabajo del álbum puede ser notado por su asombroso parecido al álbum de Boys Noize, Oi Oi Oi.

## Lanzamiento
El grupo estadounidense de punk Good Charlotte publicó el 25 de noviembre del 2008 The greatest remixes, un álbum de remezclas con nuevas versiones de sus éxitos más significativos, entre ellos The Anthem, Boys and girls, Little things y Hold on.
Entre el grupo de estrellas que han colaborado en este disco se destacan Patrick Stump (líder de Fall Out Boy), The Game de Los Ángeles, Metro Station (teloneros de su gira Soundtrack of Your Summer) y JNR SNCHZ.

## Lista de canciones

### Versión estándar
| Greatest Remixes |                                                               |                      |          |  |
| N.º              | Título                                                        | Remixer              | Duración |  |
| 1.               | «Los Angeles World Wide»                                      |                      | :14      |  |
| 2.               | «Anxiety»                                                     |                      | 3:30     |  |
| 3.               | «Broken Hearts Parade» (feat. Tabi Bonney, Philieano)         | Marshall Arts        | 3:49     |  |
| 4.               | «Fight Song» (feat. The Game)                                 | Jay E                | 2:42     |  |
| 5.               | «Keep Your Hands Off My Girl» (feat. Bubba Sparxxx, Jung Tru) | Dead Executives      | 3:41     |  |
| 6.               | «I Just Wanna Live»                                           | Teddy Reilly         | 3:02     |  |
| 7.               | «The Anthem» (feat. Hollywood Holt)                           | Million $ Mano       | 5:19     |  |
| 8.               | «All Black» (feat. Mat Devine)                                | The White Tie Affair | 3:39     |  |
| 9.               | «Little Things»                                               | Patrick Stump        | 3:27     |  |
| 10.              | «Dance Floor Anthem» (feat. Metro Station)                    |                      | 4:04     |  |
| 11.              | «Predictable» (feat. Rahzii Hi-Power, Stress the Whiteboy)    | Stress the Whiteboy  | 2:46     |  |
| 12.              | «Girls & Boys»                                                | Ed Banger Allstars   | 2:39     |  |
| 13.              | «The Young & The Hopeless»                                    | Joseph Hahn          | 4:45     |  |
| 14.              | «Hold On»                                                     | The Academy Is...    | 4:05     |  |
| 15.              | «Where Would We Be Now»                                       | Troublemaker         | 3:58     |  |

### Versión deluxe
La versión deluxe del álbum sólo se vendió en iTunes. Incluye cinco canciones  no incluidas en la versión estándar.

| Greatest Remixes: Versión deluxe |                                        |                   |          |  |
| N.º                              | Título                                 | Remixer           | Duración |  |
| 16.                              | «War»                                  |                   | 2:43     |  |
| 17.                              | «Misery»                               | Steve Aoki        | 4:32     |  |
| 18.                              | «The River»                            | Apoptygma Berzerk | 3:37     |  |
| 19.                              | «Broken Hearts Parade» (feat. Prophit) | Vanderbilt        | 3:52     |  |
| 20.                              | «Victims Of Love»                      | PBX               | 3:36     |  |